# SOUND of SURPRISE
『SOUND of SURPRISE』（サウンドオブサプライズ）は、JIGGER'S SONのアルバム。

## 概要
2012年のJIGGER’S SON再結成後初となる、19年ぶりのオリジナルアルバム。プロデューサーは、オセロケッツの森山公一＆JIGGER’S SON。再結成後のシングル「バトン」（2012年）「メリーゴーランド」（2013年）リリース時に制作された5曲に加えて、2017年に福島県相馬市のスタジオでレコーディングした新曲6曲を収録。ボーナストラックとして、2017年6月1日に渋谷duoで行われた坂本サトルのデビュー25周年記念ライブで演奏されたJIGGER'S SONによる「天使達の歌」ライブバージョンも収録された。

## 収録曲
特記のない限り作詞・作曲：坂本サトル。
1. メリーゴーランド
15thシングル曲。
2. Carcharodon megalodon
ベース坂本昌人の娘（坂本サトルの姪にあたる）が国史跡「聖寿寺館跡（しょうじゅじたてあと）」（青森県南部町）で体験発掘に参加した際、太古の巨大ザメ「カルカロドン・メガロドン」の歯の化石を掘り当てた[2]ことがきっかけとなり制作された曲。鮫の歯が語り手の歌詞となっている。
3. バンジー
印象的なトーキングモジュレーター的サウンドはカオシレーターを使用[3]。
4. バトン
14thシングル。
5. マスター YAMASHITA
シングル「バトン」のカップリングとして2012年にレコーディング。
6. 最新式を買ってやる
作曲：渡辺洋一＆坂本サトル
ボーカルは坂本昌人[4]。
7. 銀河県道999
青森県にある県道「みちのく有料道路」をテーマにして作詞[5]。
8. A.I. ジョー
9. 通り雨
サトルと昌人の父（2012年6月に他界）と過ごした最後の夏について歌っている[6]。
10. 再会20
シングル「メリーゴーランド」のカップリングとして2013年にレコーディング。
11. 大丈夫（2012 ver.）
作詞・作曲　坂本さとる
シングル「バトン」のカップリングとして2012年にレコーディング。基本アレンジは1992年発売のオリジナルバージョンを尊重し、渡辺のギターソロは一音違わず全く同じフレーズを弾いている[7]。
12. bonus track. 天使達の歌（JIGGER'S SON live ver.）